# Blond (band)
Blond was een Zweedse popgroep. De groep werd opgericht voor het Eurovisiesongfestival in 1997. Ze eindigden op de veertiende plaats. Vrijwel direct na het festival brachten ze het titelloze album Blond uit dat geen succes werd. Twee singles werden bescheiden hitjes waaronder Bara hon älskar mig dat in eigen land piekte op #4.

## Biografie
Blond werd begin 1997 opgericht door Jonas Karlhager, Gabriel Forss en Patrik Lundström met het oog op deelname aan Melodifestivalen 1997. Met het nummer Bara hon älskar mej won Blond de Zweedse preselectie voor het Eurovisiesongfestival, waardoor het mocht aantreden in het Eurovisiesongfestival 1997 in Dublin. Zweden eindigde op de veertiende plek. Meteen na afloop van het festival werd een eerste (en enige) album voorgesteld, dat geen succes werd. Hierdoor werd Blond reeds enkele maanden na afloop van het Eurovisiesongfestival ontbonden.

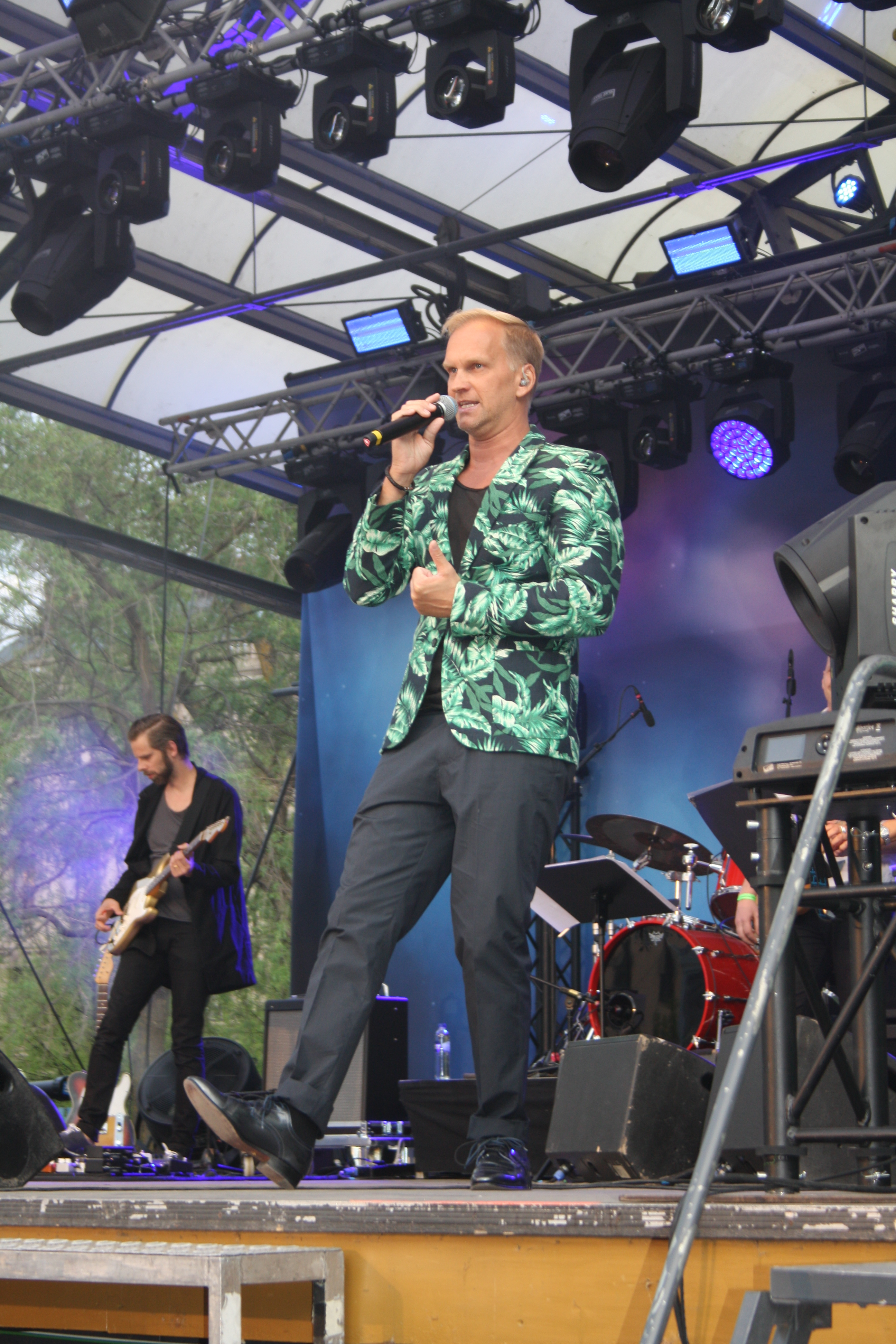
Gabriel Forss in 2016
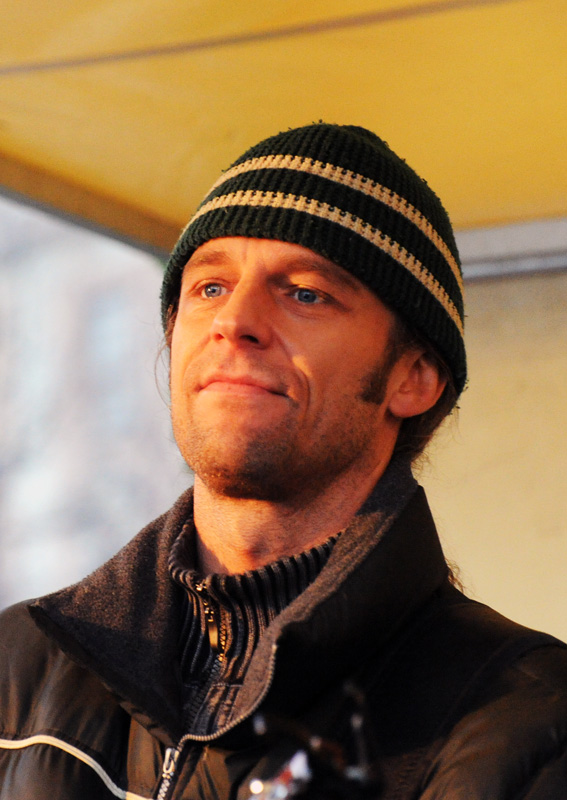
Patrik Lundström in 2013